# Грешници (филм, 2018)
„Грешници“ е български игрален филм (криминален филм, драма) от 2018 година по сценарийи режисура на Симеон Комсалов. Оператори на филма са Радослав Колев и Методи Евстатиев. Музиката е на Александър Костов, а художник е Харалан Хараланов.
Във филма е използвана песента „Играя стилно“ в изпълнение на Мария Илиева.

## Актьорски състав
| Изпълнител                  | Роля                 |
| --------------------------- | -------------------- |
| Димитър Терзиев             | Иван                 |
| Тодор Танчев                | Христо               |
| Стефани Ивайло              | Мария                |
| Николай Йович               | Джони                |
| Петър Генков                | Васил                |
| Николай Върбанов            | Мутрев               |
| Петър Върбанов              | Димитър Цанков       |
| Веселин Калановски          | Йордан Цанков        |
| Мария Илиева                | Ани                  |
| Николай Ишков               | „Питона“             |
| Блажо Николич               | Сандо                |
| Розалин Николов             | полицай              |
| Гроздан Даскалов            | ветеринар            |
| Люлин Търкаланов            | охранител 1          |
| Контантин Буров             | охранител 2          |
| Харалан Хараланов           | наркоман 1           |
| Ивайло Пенчев               | наркоман 2           |
| Велина Кокалова             | сервитьорка          |
| Ния Терзиева                | дъщерята на Ани      |
| Патрисия Господинова (дете) | дете в сладкарницата |
| Димитър Ангелов (дете)      | дете в сладкарницата |
| Михаил Ангелов (дете)       | дете в сладкарницата |
| Борислав Радулов (дете)     | дете в сладкарницата |
| Валерия Колева (дете)       | дете в сладкарницата |
| Алекс (дете)                | дете в сладкарницата |

## Участие във фестивали
- XXXVI фестивал на българския игрален филм „Златна роза“ (Варна, 2018)